# Dicranostyles sericea
Dicranostyles sericea là một loài thực vật có hoa trong họ Bìm bìm. Loài này được Gleason mô tả khoa học đầu tiên năm 1932.